# Blues at Sunrise
Blues at Sunrise è una compilation del cantante statunitense Stephen Ray Vaughan e del gruppo musicale statunitense Double Trouble, pubblicata il 4 aprile 2000 dalla Epic Records.

## Tracce
1. Ain't Gone 'N' Give Up On Love – 6:08 (Stevie Ray Vaughan)
2. Leave My Girl Alone – 4:13 (Buddy Guy)
3. Tin Pan Alley (AKA Roughest Place in Town (Johnny Copeland) – 11:26 (Robert Geddins)
4. Chitlins con Carne – 3:55 (Kenny Burrell)
5. The Things That I Used to Do – 4:54 (Eddie Jones)
6. The Sky Is Crying – 4:08 (Elmore James, Morris Levy, Clarence Lewis)
7. Texas Flood – 9:43 (Larry Davis, Joseph Scot)
8. May I Have a Talk with You – 5:49 (Chester Burnett)
9. Dirty Pool – 5:00 (Doyle Bramhall, Stevie Ray Vaughan)
10. Blues at Sunrise (con Albert King) – 15:06 (Albert King)

## Classifiche
| Classifiche (2000) | Posizione massima |
| ------------------ | ----------------- |
| Stati Uniti        | 80                |